# Klooster van Santa Maria di Grottaferrata
Het klooster van Santa Maria di Grottaferrata (Latijn: Abbatia territorialis B. Mariae Cryptaeferratae; Italiaans: Abbazia territoriale di Santa Maria di Grottaferrata) is een Basiliaans territoriale abdij in het Italiaanse Grottaferrata, 20 km ten zuidoosten van Rome. Het behoort tot de Italo-Albanese-Katholieke Kerk  en werd gesticht in 1004 door de Heilige Nilus de Jongere, ook Nilus van Rossano genoemd. Hij was een Griek uit Calabrië, werd monnik en propageerde de regel van Sint-Basilius in Italië. Hij leefde een periode als kluizenaar en bracht zijn leven door in verschillende kloosters. De legende vertelt dat de Moeder Gods verscheen op de plaats waar nu de abdij staat. Zij vroeg er Nilus een kerk voor haar te bouwen. Na de dood van Nilus (1005) werd het klooster verder gebouwd door zijn opvolgers, vooral door de vierde abt Bartholomeus.
De abdij kende een bewogen geschiedenis. Dankzij de goede reputatie van de monniken werden vele giften ontvangen en konden de eigendommen uitgebreid worden. In 1131 benoemde Rogier II van Sicilië de abt tot ‘Baron van Rossano’.
Tussen de twaalfde en de vijftiende eeuw leed het klooster fel onder de voortdurende strijd die werd uitgevochten tussen de Romeinen en de Tusculanen, tussen de Welfen en de Ghibellijnen, tussen pausen en tegenpausen, … . Keizer Frederik II maakte, in het midden van de dertiende eeuw, de abdij tot zijn hoofdkwartier bij het beleg van Rome.
Kardinaal Giulio della Rovere, de latere paus Julius II, was een tijdlang abt. Hij liet het castello bouwen en omringde de abdij met verstrekte muren welk thans nog bestaan.
Van de oorspronkelijke kerk, afgewerkt in 1024, blijft uitgezonderd de mozaïeken boven de toegangspoort in de narthex en op de triomfboog niet veel over; de middeleeuwse structuren werden bedekt of vernietigd tijdens de vele restauraties. In de kapel van de heilige Nilius kunnen nog de fresco’s van Domenichino, geschilderd in opdracht van kardinaal Odoardo Farnese, bewonderd worden.
In 1874 werd de abdij tot nationaal monument verklaard. In 1903 kreeg de kerk de rang van Romeinse basilica.
De monniken behoren tot de orde van Basiliaanse monniken. Vandaag is Grottaferrata het laatste van een hele reeks Grieks-Byzantijns kloosters die sinds de middeleeuwen bestonden in Zuid-Italië, Sicilië en Rome. Het klooster is geünieerd met Rome maar volgt de Byzantijnse ritus. Deze ritus werd ingevoerd door de heilige Nilus. In de loop der tijd ging zijn oorspronkelijk karakter verloren en werd meer en meer gelatiniseerd. In 1881 werd de Byzantijnse ritus in opdracht van paus Leo XIII weer ingevoerd.
De Belg Dom Michel Van Parys osb, de voormalige abt van de abdij van Chevetogne, is hegoumen (Italiaans: egumeno) van het klooster. Hij is echter niet verantwoordelijk voor de territoriale abdij. De zetel van de territoriale abdij is sinds 2013 sede vacante, met Marcello Semeraro als apostolisch administrator.